# Alternanthera strictiuscula
Alternanthera strictiuscula là loài thực vật có hoa thuộc họ Dền. Loài này được (Andersson) Schinz mô tả khoa học đầu tiên năm 1934.